# Kontaktní rodičovství
Kontaktní rodičovství je český překlad anglického výrazu Attachment parenting, který vytvořil americký pediatr William Sears v osmdesátých letech, kdy spolu se svou manželkou propojil způsob výchovy dětí spolu s teorií citové vazby.
Kontaktní rodičovství je podle Searsových rodičovství, jehož cílem je upevnění vztahu matky a dítěte, a to jak prostřednictvím maximální mateřské empatie a schopností rodiče reagovat na potřeby dítěte, tak prostřednictvím tělesné blízkosti a doteku. Kontaktní rodičovství je známo už velmi dlouho. Je to výchovná metoda, která není založena na odbornosti, ale na přirozenosti, tedy na tradicích umožňujících vznik vztahu mezi matkou a dítětem.
Sears pevně věří v existenci výchovných praktik, které podporují mateřskou citlivost a schopnost matky reagovat na potřeby dítěte. I přesto, že v kontaktním rodičovství nejsou nejdůležitější žádné speciální způsoby chování, ale citlivost vzhledem k dítěti a citlivost na podněty přicházející od dítěte, existuje sedm principů, které jsou podle Searse efektivním komplexem založeným na biologických potřebách dítěte.

## Sedm principů kontaktního rodičovství
Na sedm principů kontaktního rodičovství přišli William a Martha Searsovi převážně na základě svých dojmů z vlastního rodičovství. Tvrdí, že k tomuto stylu rodičovství je dovedl především zdravý rozum, pozorování jejich osmi dětí a třicet let vlastního rodičovství. Kontaktní rodičovství přesto není pevně daný soubor pravidel, jde spíše o přístup k výchově dětí, jehož cílem je podle Searse především štěstí rodičů a dítěte.

### Bonding
Předpokládá se, že u lidí, stejně jako u zvířat, existuje ihned po porodu senzitivní období, ve kterém jsou jak matky, tak novorozenci v jedinečném rozpoložení, kdy jsou předurčeni k tomu, aby maximálně těžili ze vzájemného kontaktu. Ženy, kterým je umožněno mít děti u sebe v bezprostředním kontaktu ihned po porodu, jsou v péči o své děti daleko zručnější, mají vytvořený intimnější vztah k dítěti a menší problémy s kojením než matky po porodu odloučené od dětí.

### Kojení
Při kojení je důležité, aby matka reagovala na signály dítěte, což je první krok k tomu, aby své dítě poznala a vytvořila si s ním důvěrný vztah, dochází tedy k utvoření citové vazby. Podle Searse kojící matky lépe soucítí se svými dětmi. Mateřské hormony spojené s kojením (prolaktin, oxytocin) podporují intuici matky při péči o dítě a pomáhají k uvolnění a zklidnění matky. Jelikož „životnost“ těchto hormonů je velmi krátká, Sears doporučuje kojit velmi často, a to 8krát až 12krát denně. Je možné i krmení z lahve, ovšem je při něm důležité zajistit blízkost matky a kontakt s ní, aby bylo možné dítěti navodit příjemnou a uvolněnou atmosféru. Sears zároveň také obhajuje prodloužení kojení a to klidně až do čtyř let věku dítěte, neboť je přesvědčen, že kojení podporuje vztah mezi matkou a dítětem i u starších dětí a zároveň je dobrým nástrojem na uklidnění dítěte. Někteří s tímto názorem ovšem nesouhlasí. Například podle Solterové může mít kojení – za účelem potlačení pláče – některé negativní důsledky, a to především naučenou tendencí dítěte utěšovat se v pozdním věku vložením něčeho do úst, tedy například přejídáním. Světová zdravotnická organizace doporučuje výlučné kojení v prvních šesti měsících a doplňkové kojení v prvních dvou letech života dítěte.
Searsovy předpoklady o prospěchu kojení na vztah mezi matkou a dítětem byly studovány v roce 2006. Bylo zjištěno, že ačkoliv vysoce citlivé matky kojily svoje děti delší dobu než matky méně citlivé, nebyl prokázán žádný účinek způsobu či délky krmení na kvalitu vztahu.

### Nošení dětí
Podle Searse nošené děti méně pláčou, tráví více času ve stavu bdělé pozornosti, kdy se nejvíce učí o svém prostředí a učí se důvěřovat tomu, kdo je opatruje. Matkám pak nošení umožňuje dítě lépe poznat, zapojit dítě do všech jejích činností a nikdy z něj neztratit dohled. Sears tedy zastává názor, aby ženy nosily svoje dítě tak často, jak je to jen možné. Pracující matky by pak měly svoje děti nosit několik hodin v průběhu noci, aby jim vynahradily svou nepřítomnost během dne.
Výzkum provedený v devadesátých letech potvrdil, že děti, které byly do věku 13 měsíců často nošené, vykazovaly bezpečnou citovou vazbu častěji než děti, které byly nošeny minimálně.
Nošení dětí by mělo pomoci i v procvičení rovnováhy dítěte a k lepšímu osvojení jazyka. Další výhodou nošení je uklidnění dítěte. Studie provedená v osmdesátých letech ukázala, že šestiměsíčním často brečícím dětem nošení v průběhu dne pomohlo jejich pláč redukovat. Sears schvaluje nošení děti až do věku tří let, nicméně někteří považují nošení dětí starších devíti měsíců za sporné, a to především z důvodu omezení přirozené touhy dítěte po samostatnosti.
Další výhodou je fyzická blízkost matky a dítěte, kdy dítě poslouchá matčino srdce, které mu jakožto známý zvuk pomáhá zažívat pocit bezpečí. Nošení také pomáhá dítěti filtrovat nedůležité informace z okolí.

### Společné spaní
Většina dětí spí nejlépe, když jsou blízko rodičů. Spánek blízko dítěte může pomoci zůstat (i pracovně vytíženým) rodičům v blízkém kontaktu s dítětem a ulehčit jim péči o něj během noci. Spaní s rodiči také pomůže dítěti vnímat spánek jako bezpečný a příjemný a dá mu živou představu o celkovém konceptu spánku. Pracující matky takto také podle Searse mohou vynahradit dítěti svou denní nepřítomnost.
Myšlenka společného spaní ovšem není novou metodou v moderních západních společnostech. Již v pravěku děti spávaly v blízkosti své matky. Sears nevidí problém ve sdílení jedné postele s rodiči například ani ve třech letech dítěte. Spousta rodičů se ovšem obává, že dítě spící s rodiči, nebude schopno dosáhnout samostatnosti. Podle Searse dá ale dítě rodičům jasně najevo, až bude toužit po samostatnosti a tedy i po své vlastní posteli.
Sears radí, aby matka spala co nejblíže svému dítěti, ovšem za přijatelné považuje i oddělené spaní. Sdílení postele je podle něj ideální především kvůli potřebám dítěte: společný spánek by měl podporovat citovou vazbu mezi matkou a dítětem, usnadňovat noční kojení a zároveň zabraňovat nočním strachům a úzkostem dítěte. Společné spaní by mělo zabraňovat dokonce syndromu náhlého úmrtí dítěte (SNÚ), což je situace, kdy kojenec starší jednoho měsíce zemře bez jakékoliv adekvátní příčiny právě během spánku. K tomuto závěru vedla Searse domněnka, že při společném spaní matky a dítěte dochází k synchronizaci jak spánkového rytmu tak i dýchání. Nicméně existují studie, které tvrdí opak, tedy že trvalé sdílení postele SNÚ spíše zvyšuje. I přesto, že asociace zastávající kontaktní rodičovství tyto výsledky nazvala zkreslenými a nespolehlivými, Americká asociace pediatrů se vyjádřila k prevenci SNÚ tak, že zatímco sdílení jedné místnosti matky s dítětem je podporováno, společné spaní v jedné posteli je nežádoucí.
Obecně lze říci, že výzkumy Searsem popisované výhody společného spaní nepotvrzují. Nejdůležitějším faktorem pro dobrý spánek dítěte se ukázala být citová dostupnost matky, nikoliv její permanentní fyzická přítomnost.

### Důvěra v pláč dítěte
Pláč dítěte kontaktní rodičovství chápe jako prostředek komunikace, nikoliv jako manipulaci s dospělými ze strany dítěte. Mezi příčiny pláče podle Matějíčka patří hlad, žízeň, strach, osamocení, vyčerpání z nadměrné stimulace, bolest, horko, zima či starosti. Tím, že je matka schopna na pláč dítěte jakožto na reakci na jeden z výše uvedených problémů reagovat, dítě získává pocit, že matce může důvěřovat. Sears zastává názor, že by se děti neměly nechávat tzv. vyplakat, neboť ponechání dítěte v pláči ho může emocionálně zranit a oslabit důvěru k matce. Reagování na jakýkoliv pláč dítěte také umožní matce lépe rozpoznávat, o jaký problém se jedná a dítě bude následně lépe komunikovat a plakat méně. Chybou je ovšem i naučený způsob utěšování dětí, tedy vždy při pláči dítěte například poskytovat lahev, neboť dítě se může naučit svůj pláč potlačovat. Matka by tedy měla na pláč dítěte citlivě reagovat a naučit se rozpoznávat důvod pláče. Pokud je důvodem například nahromaděný stres, dítě by se mělo nechat vyplakat, ovšem s vědomím, že má pozornost a podporu rodičů a pocit bezpečí.
Některé dřívější výzkumy ovšem naznačují, že určité množství pláče u kojenců neznamená emocionální ani fyzické problémy dítěte, nýbrž je naprosto normální, neškodné a bez jakékoliv příčiny.

### Rovnováha
Pro rodiče a zvláště pro matky, je tento styl výchovy velmi náročný a vyčerpávající. I sám Sears si je vědom náročnosti těchto metod. Navrhuje tedy celý soubor opatření, která mají za cíl zabránit emocionálnímu vyhoření matky, pomoci stanovit priority, naučit se delegovat úkoly a zodpovědnost a zefektivnit každodenní spolupráci mezi oběma rodiči.
Kontaktní rodičovství je sice metoda zaměřená na dítě, což ovšem neznamená dítěti poskytnout naprosto vše, co si žádá, ale naplňovat jeho potřeby. Potřeby rodičů ovšem nesmějí stát v pozadí. Pokud je matka vyčerpaná, nebude schopna se na dítě napojit a tím jeho potřeby naplňovat. Sears dává kontaktním matkám několik rad, jak být spokojenou matkou, která bude schopna naplno vykonávat kontaktní rodičovství: ženy by o sebe měly pečovat, obklopit se dobrými přáteli, najít si pomoc do domácnosti nebo se rozmazlovat.
Při kontaktním rodičovství je důležité stanovit si určité hranice. Zatímco nekontaktní rodičovství často užívá k vymezení hranic různé tresty a ultimáta, v kontaktním rodičovství jsou hranice vymezeny potřebami dítěte a vzájemným respektem. Tělesné tresty dětí mohou v dětství způsobovat poruchy v citové vazbě, později mohou vést k úzkosti. Sears uvádí, že v rodinách praktikujících kontaktní rodičovství, je vysoce vyvinutý způsob komunikace, díky kterému je zbytečné, aby rodiče používali praktiky, jako je například nadávání, či jiné tresty. Je přesvědčen, že děti, které svým rodičům důvěřují, jsou kooperativní a nebrání se rodičovskému dohledu. Na rozdíl od mnoha kontaktních rodičů, není nijak zásadně proti konfrontujícím metodám (jako je například neústupnost rodičů) a velkou významnost přisuzuje také dětské poslušnosti.

### Pozor na „cvičitele dětí“
Za cvičitele dětí Sears považuje lidi, kteří dávají svému okolí rady, jak by se děti měly vychovávat správně. Jsou to lidi, kteří radí svému okolí například, že výchova dětí by měla být odtažitější, aby nebylo dítě na rodiči závislé, či další rady typu: „Nech ho vybrečet.“, „Nenos ji, rozmazlíš ji.“. Tento styl výchovy je založen na přesvědčení, že děti pláčou, aby s rodiči manipulovaly. Dítě nereagováním na jeho pláč může ztratit důvěru v rodiče a víru v hodnotu schopnosti své komunikace. Mezi rodičem a dítětem tím vzniká odtažitý vztah. Toto trénování děti šťastné neučiní.

## Základní pojmy a jejich kritika
Za hlavní negativum kontaktního rodičovství, které kritici tohoto způsoby výchovy zmiňují, je považován nedostatek přesných definic základních pojmů. 

### Mateřská citlivost
Podle Williama Searse je kontaktní rodičovství druh rodičovství, který se vyznačuje především mateřskou schopností reagovat na podněty vysílané dítětem. Proto přebral od Mary Ainsworthové termín „mateřská citlivost“: žena směřuje svou pozornost výhradně k dítěti a průběžně reaguje na každý signál, který dítě vysílá. Výsledkem by pak měl být stav harmonie mezi matkou a dítětem, což vede k vytvoření citové vazby.

### Citová vazba
Sears používá termín „citová vazba“ (attachment) spíše hovorově. Citová vazba je pro něj synonymem pro slova, jako jsou důvěra, harmonie, blízkost nebo spojení matky s dítětem. Čtenář tedy musí předpokládat, že citová vazba je podle Searse něco, co musí být neustále upevňováno, a to prostřednictvím nepřetržité citlivosti matky.

### Potřeba
Teoretickým východiskem kontaktního rodičovství je Searsovo chápání dítěte jakožto tvora, který je definován svými emocemi, komunikací a hlavně potřebami. Jelikož kontaktní rodičovství je založeno na stoprocentním zaměření se na potřeby dítěte, je „potřeba“ dalším základním termínem.
Již Abraham Maslow jasně rozlišil termíny potřeba a touha. Ovšem Sears tuto hranici smazává. I přesto, že zdůraznil nutnost rozlišovat mezi potřebami a přáními dětí (přání není nutné vždy naplnit, zatímco potřeby ano), nepodal čtenáři vysvětlení, jak přání od potřeb rozeznat. Například u batolat Sears často používá frázi, že dítě ještě není připraveno (například spát ve vlastní posteli), čímž se vyhýbá nutnosti specifikovat, zda jde opravdu o potřebu dítěte, či pouze o jeho přání.

### Stres
I přesto, že stres je dalším ze základních termínů kontaktního rodičovství, Sears jej nikde přesně nevymezuje, pouze jej – stejně jako úzkost – spojuje s jakýmkoliv nepříjemným stavem, které nutí dítě plakat. Sears doporučuje tento stres vždy odstranit, neboť by dítěti mohl způsobit emocionální újmu. Jiní autoři ovšem upozorňují, že s některými problémy je nutné nechat dítě vypořádat se samo.

### Optimální vývoj dítěte
Kontaktní rodičovství kritizovala i Suzanne Coxová, která upozornila na to, že kontaktní rodičovství nenabízí žádný obecný přehled optimálního vývoje dětí, který by mohl být využit k empirickému ověření jeho účinnosti. Sears slibuje, že výsledky kontaktního rodičovství jsou například: zvýšená nezávislost a sebevědomí, zdraví, lepší fyzický růst a vývoj motorických a jazykových schopností, svědomitost, citlivost, empatie, lepší soustředění se a sebeovládání se. Nicméně přesvědčivý důkaz, který tyto tvrzení potvrzuje, podle Coxové zatím neexistuje.